# Entrecasteaux
 Entrecasteaux  (en occitano Entrecasteus) es una población y comuna francesa, que se encuentra en la región de Provenza-Alpes-Costa Azul, departamento de Var, en el distrito de Brignoles y cantón de Cotignac.

## Demografía
| 508 | 483 | 472 | 527 | 709 | 863 |
| Para los censos de 1962 a 1999 la población legal corresponde a la población sin duplicidades (Fuente: INSEE [Consultar]) |     |     |     |     |     |